# Марва Амрі
Марва Амрі (араб. مروى العمري; нар. 8 січня 1989, місто Туніс) — туніська борчиня вільного стилю, срібна призерка чемпіонату світу, срібна призерка та тринадцятиразова чемпіонка Африки, бронзова призерка Африканських ігор, бронзова призерка Олімпійських ігор.

## Біографія
Боротьбою почала займатися з 2002 року. Була бронзовою призеркою чемпіонату світу 2009 року серед юніорів. Виступає за борцівський клуб міста Мекрін, вілаєт Бен-Арус.

## Спортивні результати на міжнародних змаганнях

### Виступи на Олімпіадах
| Змагання                    | Збірна | Вагова категорія          | Місце  |
| --------------------------- | ------ | ------------------------- | ------ |
| Літні Олімпійські ігри 2008 | Туніс  | жіноча боротьба, до 55 кг | 14     |
| Літні Олімпійські ігри 2012 | Туніс  | жіноча боротьба, до 55 кг | 8      |
| Літні Олімпійські ігри 2016 | Туніс  | жіноча боротьба, до 58 кг | Бронза |
| Літні Олімпійські ігри 2020 | Туніс  | жіноча боротьба, до 62 кг | 15     |

### Виступи на Чемпіонатах світу
| Змагання                        | Збірна | Вагова категорія          | Місце  |
| ------------------------------- | ------ | ------------------------- | ------ |
| Чемпіонат світу з боротьби 2007 | Туніс  | жіноча боротьба, до 63 кг | 30     |
| Чемпіонат світу з боротьби 2009 | Туніс  | жіноча боротьба, до 55 кг | 15     |
| Чемпіонат світу з боротьби 2010 | Туніс  | жіноча боротьба, до 55 кг | 12     |
| Чемпіонат світу з боротьби 2011 | Туніс  | жіноча боротьба, до 55 кг | 16     |
| Чемпіонат світу з боротьби 2013 | Туніс  | жіноча боротьба, до 55 кг | 10     |
| Чемпіонат світу з боротьби 2014 | Туніс  | жіноча боротьба, до 55 кг | 7      |
| Чемпіонат світу з боротьби 2015 | Туніс  | жіноча боротьба, до 55 кг | 8      |
| Чемпіонат світу з боротьби 2017 | Туніс  | жіноча боротьба, до 58 кг | Срібло |
| Чемпіонат світу з боротьби 2018 | Туніс  | жіноча боротьба, до 59 кг | 13     |
| Чемпіонат світу з боротьби 2019 | Туніс  | жіноча боротьба, до 62 кг | 19     |
| Чемпіонат світу з боротьби 2022 | Туніс  | жіноча боротьба, до 62 кг | 17     |

### Виступи на Чемпіонатах Африки
| Змагання                         | Збірна | Вагова категорія          | Місце  |
| -------------------------------- | ------ | ------------------------- | ------ |
| Чемпіонат Африки з боротьби 2008 | Туніс  | жіноча боротьба, до 55 кг | Срібло |
| Чемпіонат Африки з боротьби 2009 | Туніс  | жіноча боротьба, до 55 кг | Золото |
| Чемпіонат Африки з боротьби 2010 | Туніс  | жіноча боротьба, до 55 кг | Золото |
| Чемпіонат Африки з боротьби 2011 | Туніс  | жіноча боротьба, до 55 кг | Золото |
| Чемпіонат Африки з боротьби 2012 | Туніс  | жіноча боротьба, до 55 кг | Золото |
| Чемпіонат Африки з боротьби 2013 | Туніс  | жіноча боротьба, до 55 кг | Золото |
| Чемпіонат Африки з боротьби 2014 | Туніс  | жіноча боротьба, до 55 кг | Золото |
| Чемпіонат Африки з боротьби 2015 | Туніс  | жіноча боротьба, до 58 кг | Золото |
| Чемпіонат Африки з боротьби 2016 | Туніс  | жіноча боротьба, до 58 кг | Золото |
| Чемпіонат Африки з боротьби 2017 | Туніс  | жіноча боротьба, до 60 кг | Золото |
| Чемпіонат Африки з боротьби 2019 | Туніс  | жіноча боротьба, до 62 кг | Золото |
| Чемпіонат Африки з боротьби 2020 | Туніс  | жіноча боротьба, до 62 кг | Золото |
| Чемпіонат Африки з боротьби 2022 | Туніс  | жіноча боротьба, до 62 кг | Золото |
| Чемпіонат Африки з боротьби 2023 | Туніс  | жіноча боротьба, до 62 кг | Золото |

### Виступи на Африканських іграх
| Змагання              | Збірна | Вагова категорія          | Місце  |
| --------------------- | ------ | ------------------------- | ------ |
| Африканські ігри 2015 | Туніс  | жіноча боротьба, до 58 кг | Бронза |

### Виступи на Середземноморських чемпіонатах
| Змагання                                     | Збірна | Вагова категорія          | Місце  |
| -------------------------------------------- | ------ | ------------------------- | ------ |
| Середземноморський чемпіонат з боротьби 2014 | Туніс  | жіноча боротьба, до 58 кг | Золото |

### Виступи на Середземноморських іграх
| Змагання                    | Збірна | Вагова категорія          | Місце  |
| --------------------------- | ------ | ------------------------- | ------ |
| Середземноморські ігри 2009 | Туніс  | жіноча боротьба, до 55 кг | Срібло |
| Середземноморські ігри 2013 | Туніс  | жіноча боротьба, до 55 кг | Срібло |
| Середземноморські ігри 2018 | Туніс  | жіноча боротьба, до 62 кг | Срібло |
| Середземноморські ігри 2022 | Туніс  | жіноча боротьба, до 62 кг | Золото |

### Виступи на інших змаганнях
| Змагання                                                       | Збірна | Вагова категорія          | Місце  |
| -------------------------------------------------------------- | ------ | ------------------------- | ------ |
| Austrian Ladies Open 2008                                      | Туніс  | жіноча боротьба, до 55 кг | 13     |
| Арабський чемпіонат з боротьби 2010                            | Туніс  | жіноча боротьба, до 55 кг | Золото |
| Турнір Дана Колова — Николи Петрова 2011                       | Туніс  | жіноча боротьба, до 55 кг | Бронза |
| Гран-прі Іспанії з боротьби 2011                               | Туніс  | жіноча боротьба, до 55 кг | 7      |
| Київський Міжнародний турнір з боротьби 2011                   | Туніс  | жіноча боротьба, до 55 кг | Бронза |
| Олімпійський кваліфікаційний турнір з боротьби 2012 (Марракеш) | Туніс  | жіноча боротьба, до 55 кг | Золото |
| Austrian Ladies Open 2012                                      | Туніс  | жіноча боротьба, до 55 кг | Срібло |
| Відкритий чемпіонат Польщі з боротьби 2012                     | Туніс  | жіноча боротьба, до 55 кг | 7      |
| Гран-прі Іспанії з боротьби 2012                               | Туніс  | жіноча боротьба, до 55 кг | Бронза |
| Київський Міжнародний турнір з боротьби 2013                   | Туніс  | жіноча боротьба, до 55 кг | 11     |
| Меморіал Вацлава Циолковського 2013                            | Туніс  | жіноча боротьба, до 59 кг | 9      |
| Klippan Lady Open 2014                                         | Туніс  | жіноча боротьба, до 55 кг | Золото |
| Турнір міста Сассарі з боротьби 2014                           | Туніс  | жіноча боротьба, до 55 кг | Бронза |
| Гран-прі Іспанії з боротьби 2014                               | Туніс  | жіноча боротьба, до 55 кг | Золото |
| Турнір «Олімпія» 2014                                          | Туніс  | жіноча боротьба, до 58 кг | Золото |
| Відкритий чемпіонат Польщі з боротьби 2014                     | Туніс  | жіноча боротьба, до 55 кг | Бронза |
| Турнір Дана Колова — Николи Петрова 2015                       | Туніс  | жіноча боротьба, до 58 кг | 5      |
| Гран-прі Іспанії з боротьби 2015                               | Туніс  | жіноча боротьба, до 55 кг | 7      |
| Відкритий чемпіонат Польщі з боротьби 2015                     | Туніс  | жіноча боротьба, до 55 кг | Золото |
| Золотий Гран-прі з боротьби 2015                               | Туніс  | жіноча боротьба, до 58 кг | 10     |
| Klippan Lady Open 2016                                         | Туніс  | жіноча боротьба, до 58 кг | 5      |
| Олімпійський кваліфікаційний турнір з боротьби 2016 (Алжир)    | Туніс  | жіноча боротьба, до 58 кг | Золото |
| Гран-прі Іспанії з боротьби 2016                               | Туніс  | жіноча боротьба, до 58 кг | Срібло |
| Pro Wrestling League 2017                                      | Туніс  | команда                   | Срібло |
| Гран-прі Парижа з боротьби 2017                                | Туніс  | жіноча боротьба, до 63 кг | Золото |
| Гран-прі Німеччини з боротьби 2017                             | Туніс  | жіноча боротьба, до 60 кг | Золото |
| Гран-прі Іспанії з боротьби 2017                               | Туніс  | жіноча боротьба, до 58 кг | Золото |
| Pro Wrestling League 2018                                      | Туніс  | команда                   | 4      |
| Турнір Дана Колова — Николи Петрова 2018                       | Туніс  | жіноча боротьба, до 59 кг | Бронза |
| Відкритий чемпіонат Польщі з боротьби 2018                     | Туніс  | жіноча боротьба, до 59 кг | Срібло |
| Гран-прі Німеччини з боротьби 2019                             | Туніс  | жіноча боротьба, до 62 кг | Бронза |
| Турнір Дана Колова — Николи Петрова 2019                       | Туніс  | жіноча боротьба, до 62 кг | 24     |
| Турнір міста Сассарі з боротьби 2019                           | Туніс  | жіноча боротьба, до 62 кг | 5      |
| Відкритий чемпіонат Польщі з боротьби 2019                     | Туніс  | жіноча боротьба, до 62 кг | Золото |
| Турнір Яшара Догу 2020                                         | Туніс  | жіноча боротьба, до 62 кг | 5      |
| Відкритий чемпіонат Польщі з боротьби 2020                     | Туніс  | жіноча боротьба, до 62 кг | 5      |
| Олімпійський кваліфікаційний турнір з боротьби 2020 (Хаммамет) | Туніс  | жіноча боротьба, до 62 кг | Золото |
| Відкритий чемпіонат Польщі з боротьби 2021                     | Туніс  | жіноча боротьба, до 62 кг | 7      |
| Турнір міста Сассарі з боротьби 2021                           | Туніс  | жіноча боротьба, до 62 кг | Золото |
| Турнір Яшара Догу 2022                                         | Туніс  | жіноча боротьба, до 62 кг | Бронза |
| Меморіал Іона Корнеану і Ладислава Сімона 2022                 | Туніс  | жіноча боротьба, до 62 кг | Бронза |
| Турнір Дана Колова — Николи Петрова 2023                       | Туніс  | жіноча боротьба, до 62 кг | Срібло |